# Karl August von Thurn und Taxis
Karl August Joseph Maria Maximilian Lamoral Antonius Ignatius Benediktus Valentin Prinz von Thurn und Taxis (ur. 23 lipca 1898 na zamku Garatshausen, zm. 26 kwietnia 1982 w Ratyzbonie) – dziedziczny książę Thurn und Taxis (do roku 1918). Od 1971 roku do śmierci głowa rodziny Thurn und Taxis.

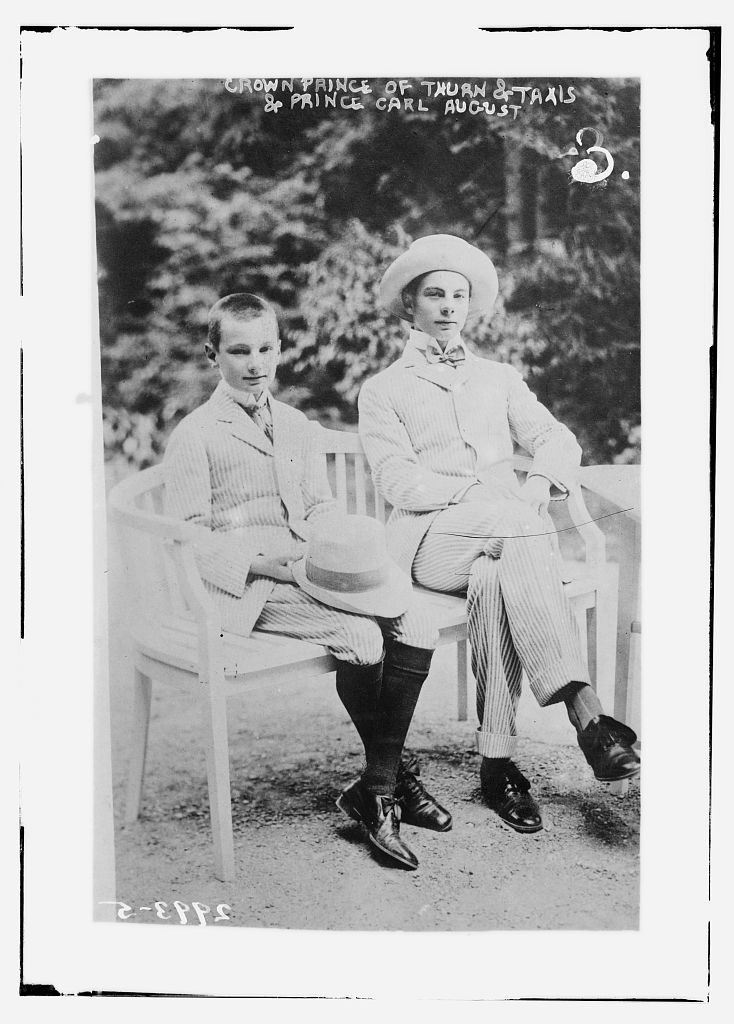
Książę Karl August von Thurn und Taxis

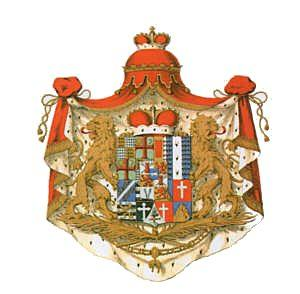
Herb Domu Książęcego Thurn und Taxis

## Życiorys
Karl August był drugim synem księcia Alberta von Thurn und Taxis i arcyksiężnej Małgorzaty Klementyny austriackiej, córki Józefa Karola Ludwika austriackiego i księżniczki Klotyldy Marii Sachsen-Coburg-Saalfeld. Książę Karl August miał siedmioro rodzeństwa: sześciu braci i jedną siostrę. Jeden z jego braci, książę Max Emanuel von Thurn und Taxis (1902–1994), wstąpił do klasztoru i został benedyktynem, inny Philipp Ernest poślubił księżniczkę Eulalię von Thurn und Taxis w atmosferze skandalu (księżniczka Eulalia była narzeczoną kolejnego z braci Raphaela Rainera). Urodził się w zamku Garatshausen w górnobawarskim powiecie Starnberg. Po zdaniu matury w gimnazjum w Ratyzbonie studiował nauki przyrodnicze na Uniwersytecie Juliusza Maksymiliana w Würzburgu.
18 sierpnia 1921 r. na zamku Taxis pod Dischingen poślubił portugalską infantkę Marię Annę von Braganza (ur. 3 września 1899, zm. 23 czerwca 1971), siostrę żony swojego starszego brata Franza Josepha. Po zawarciu małżeństwa mieszkał ze swoją żoną w majątku ziemskim Höfling pod Regensburgiem i administrował pobliską posiadłością rolną Burgweinting, gdzie dorastały jego dzieci. Jako zadeklarowany przeciwnik nazizmu zabronił swoim dzieciom przystąpienia do Hitlerjugend po dojściu do władzy narodowych socjalistów.

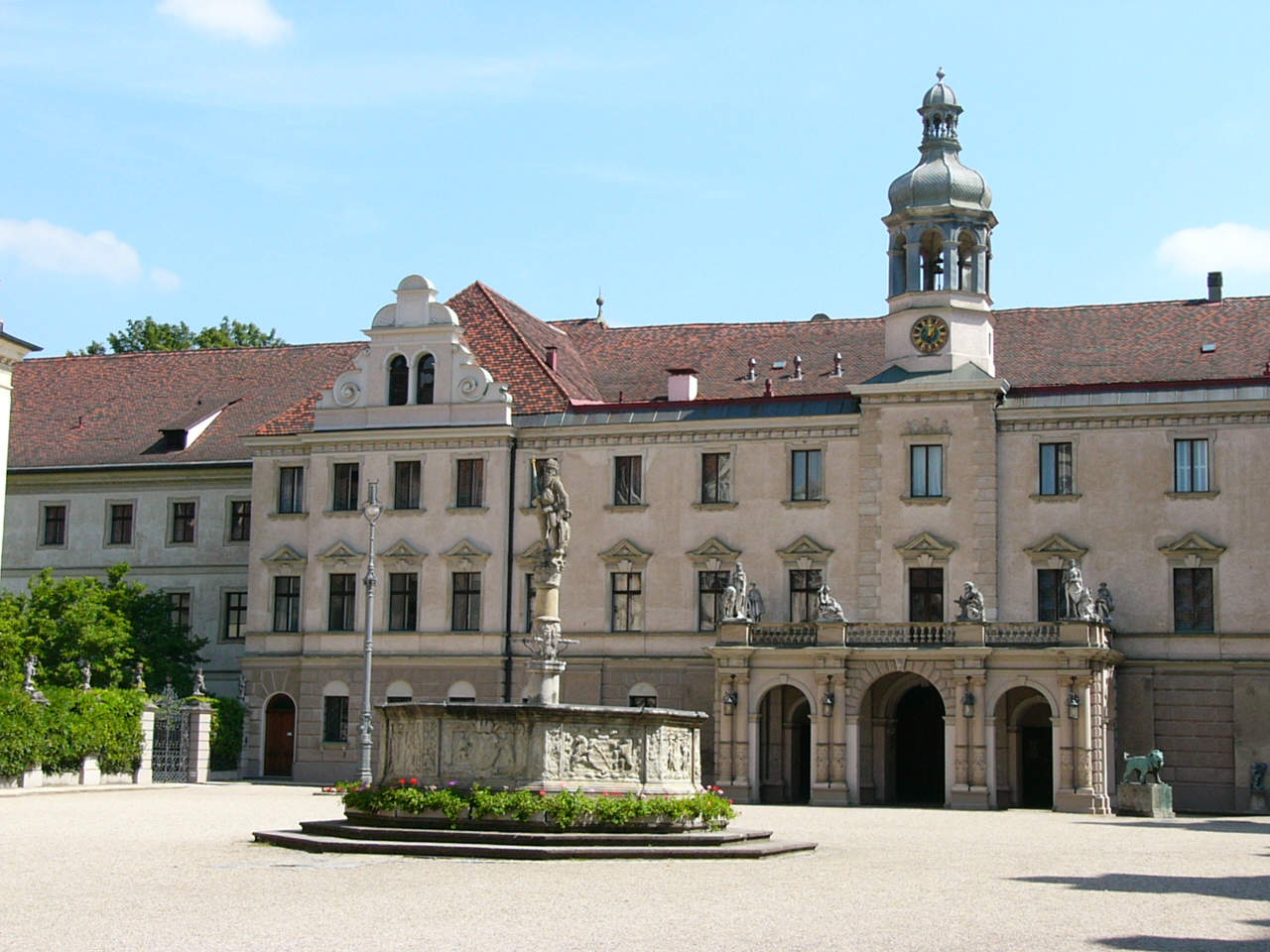
Zamek Świętego Emmerama

W okresie drugiej wojny światowej został, podobnie jak jego brat Franz Joseph, powołany do służby wojskowej. Po denuncjacji dotyczącej słuchania wrogich audycji radiowych BBC Karl August został 8 sierpnia 1944 roku aresztowany przez Gestapo w posiadłości Höfling i oskarżony o działania na niekorzyść sił zbrojnych i naruszenie ustawy o radiofonii Mimo interwencji podejmowanych przez portugalską delegację w Wiedniu, do końca wojny był przetrzymywany w więzieniu w Landshucie. Do końca życia pozostał wrogiem wszelkich form totalitaryzmu. Przyjętą postawę życiową obrazują poniższe słowa Karla Augusta: Nauczyłem się zawsze wyrażać swoje zdanie. Szanuję przy tym opinie każdego człowieka. Nie lubię tylko oportunistów.
Po śmierci swojego starszego brata w roku 1971 (którego jedyny syn Gabriel poległ podczas drugiej wojny światowej) Karl August został w wieku 73 lat głową domu Thurn und Taxis. Po nominacji zajmował się przede wszystkim modernizacją posiadłości rolnych i leśniczych Thurn und Taxis i budową na nich domów dla swoich pracowników. Oprócz tego pielęgnował kulturalno-historyczny dorobek domu Thurn und Taxis. Polecił odrestaurować części wyposażenia wnętrz zamku St. Emmeram, a także gobeliny z XVII i XVIII wieku.
Po śmierci dnia 26 kwietnia 1982 roku został pochowany w krypcie kaplicy zamku St. Emmeram.

## Potomstwo
- Clothilde Alberta Maria Franziska Xaveria Andrea (1922–2009),
- Mafalda Theresia Franziska Josepha Maria (1924–1989),
- Johannes Baptista de Jesus Maria Louis Miguel Friedrich Bonifazius (1926–1990),
- Albert (1930–1935).

## Genealogia
| Wywód przodków Karl August von Thurn und Taxis | Wywód przodków Karl August von Thurn und Taxis                                                         | Wywód przodków Karl August von Thurn und Taxis                                                              | Wywód przodków Karl August von Thurn und Taxis                                                         | Wywód przodków Karl August von Thurn und Taxis                                                         | Wywód przodków Karl August von Thurn und Taxis                                                         | Wywód przodków Karl August von Thurn und Taxis                                                         | Wywód przodków Karl August von Thurn und Taxis                                                         | Wywód przodków Karl August von Thurn und Taxis                                                         |
| ---------------------------------------------- | --- | --- | --- | --- | --- | --- | --- | --- |
| Prapradziadkowie                               | Karl Alexander von Thurn und Taxis (1770–1827) ∞ 1789 Therese zu Mecklenburg (1773–1839)               | Konrad Heinrich Ernst Friedrich von Dörnberg (1769-1828)) ∞ 1800 Wilhelmine Sophie von Glauburg (1775-1835) | Pius Wittelsbach (książę w Bawarii) (1786-1837) ∞ 1807 Anna Maria Wittelsbach (1753-1824)              | Król Maksymilian I Józef Wittelsbach (1756-1825) ∞ 1797 Karolina Fryderyka Badeńska (1776-1841)        | Cesarz Leopold II Habsburg (1747–1792) ∞ 1766 Maria Ludwika Burbon (1745–1792)                         | Ludwik Wirtemberski (1756–1817) ∞ 1797 Henrietta Nassau-Weilburg (1780–1857)                           | Książę Ferdynand von Sachsen-Coburg-Saalfeld (1785–1851) ∞ 1815 Maria Antonina von Kohary (1797–1862)  | Król Ludwik Filip I (1773–1850) ∞ 1809 Maria Amelia Burbon-Sycylijska (1782–1866)                      |
| Pradziadkowie                                  | Książę Maximilian Karl von Thurn und Taxis (1802–1871) ∞ 1828 Wilhelmine von Dörnberg (1808–1835)      | Książę Maximilian Karl von Thurn und Taxis (1802–1871) ∞ 1828 Wilhelmine von Dörnberg (1808–1835)           | Książę Maksymilian Bawarski (1808−1888) ∞ 1828 Ludwika Wilhelmina Wittelsbach (1808−1892)              | Książę Maksymilian Bawarski (1808−1888) ∞ 1828 Ludwika Wilhelmina Wittelsbach (1808−1892)              | Arcyksiążę Józef Antoni Habsburg (1776–1847) ∞ 1819 Maria Dorota Wirtemberska (1797–1855)              | Arcyksiążę Józef Antoni Habsburg (1776–1847) ∞ 1819 Maria Dorota Wirtemberska (1797–1855)              | Książę August Sachsen-Coburg-Gotha (1818–1881) ∞ 1843 Klementyna Orleańska (1817–1907)                 | Książę August Sachsen-Coburg-Gotha (1818–1881) ∞ 1843 Klementyna Orleańska (1817–1907)                 |
| Dziadkowie                                     | Książę Maximilian Anton von Thurn und Taxis (1831–1867) ∞ 1858 Helena Karolina Wittelsbach (1834–1890) | Książę Maximilian Anton von Thurn und Taxis (1831–1867) ∞ 1858 Helena Karolina Wittelsbach (1834–1890)      | Książę Maximilian Anton von Thurn und Taxis (1831–1867) ∞ 1858 Helena Karolina Wittelsbach (1834–1890) | Książę Maximilian Anton von Thurn und Taxis (1831–1867) ∞ 1858 Helena Karolina Wittelsbach (1834–1890) | Joseph Karl Ludwig von Österreich (1833–1905) ∞ 1864 Clotilde von Sachsen-Coburg und Gotha (1846–1927) | Joseph Karl Ludwig von Österreich (1833–1905) ∞ 1864 Clotilde von Sachsen-Coburg und Gotha (1846–1927) | Joseph Karl Ludwig von Österreich (1833–1905) ∞ 1864 Clotilde von Sachsen-Coburg und Gotha (1846–1927) | Joseph Karl Ludwig von Österreich (1833–1905) ∞ 1864 Clotilde von Sachsen-Coburg und Gotha (1846–1927) |
| Rodzice                                        | Książę Albert von Thurn und Taxis (1867–1952) ∞ 1890 Małgorzata Klementyna Austriacka (1870–1955)      | Książę Albert von Thurn und Taxis (1867–1952) ∞ 1890 Małgorzata Klementyna Austriacka (1870–1955)           | Książę Albert von Thurn und Taxis (1867–1952) ∞ 1890 Małgorzata Klementyna Austriacka (1870–1955)      | Książę Albert von Thurn und Taxis (1867–1952) ∞ 1890 Małgorzata Klementyna Austriacka (1870–1955)      | Książę Albert von Thurn und Taxis (1867–1952) ∞ 1890 Małgorzata Klementyna Austriacka (1870–1955)      | Książę Albert von Thurn und Taxis (1867–1952) ∞ 1890 Małgorzata Klementyna Austriacka (1870–1955)      | Książę Albert von Thurn und Taxis (1867–1952) ∞ 1890 Małgorzata Klementyna Austriacka (1870–1955)      | Książę Albert von Thurn und Taxis (1867–1952) ∞ 1890 Małgorzata Klementyna Austriacka (1870–1955)      |
| Karl August von Thurn und Taxis (1898–1982)    | | | | | | | | |

## Literatura
- Martin Dallmeier, Martha Schad: Das Fürstliche Haus Thurn und Taxis, 300 Jahre Geschichte in Bildern. Verlag Friedrich Pustet, Regensburg 1996
- Wolfgang Behringer: Thurn und Taxis, Die Geschichte ihrer Post und ihrer Unternehmen. München, Zürich 1990